# Huehuetla (kommun i Mexiko, Hidalgo, lat 20,51, long -98,07)
Huehuetla är en kommun i Mexiko.   Den ligger i delstaten Hidalgo, i den sydöstra delen av landet, 170 km nordost om huvudstaden Mexico City. Antalet invånare är 22 927.
Följande samhällen finns i Huehuetla:
- Huehuetla
- San Esteban
- Barrio Aztlán
- San Ambrosio
- Juntas Chicas
- Acuautla
- El Ocotal
- Linda Vista I
- San Guillermo
- La Esperanza Número 1
- Cantarranas
- Río Beltrán
- Palo Verde
- Río Blanco
- El Paraíso
- Chapingo
- La Cruz
- El Plan del Recreo
- Cerro del Tomate
- Loma de Buenavista
- Linda Vista II
- Hermanos Galeana